# أنخيليس كاسو
أنخيليس كاسو (من مواليد 16 يوليو 1959 في خيخون ) هي صحفية ومترجمة وكاتبة إسبانية حاصلة على جائزة Premio Planeta de Novela .
كان والدها ، خوسيه ميغيل كاسو غونزاليس ، أستاذًا ونائبًا للمستشار في كلية فقه اللغة بجامعة أوفييدو . درست التاريخ والجغرافيا ، لكنها عملت لاحقًا كصحفية في بانوراما الإقليمية . عملت أيضًا في مؤسسة Prince of Asturias أو معهد Feijoo لدراسات القرن الثامن عشر بجامعة أوفييدو وفي وسائل الإعلام المختلفة مثل Televisión Española و Cadena SER و Radio Nacional de España .

## جوائز
- Final Premio Planeta ، El peso de las sombras ، 1994
- Premio Fernando Lara ، Un largo silencio ، 2000 [2]
- Premio Planeta ، Contra el viento ، 2009 [2][2]

## فيلموغرافيا
- Telediario ، TVE (1985-1986)
- La Tarde ، TVE (1985-1986)
- ديسيو (من تأليف جيراردو فيرا ، سيناريو) (2002)

## أعمال
- Asturias desde la noche . 1988. جويا.
- إليزابيث ، إمبيريتريز دي أوستريا-هنغاريا أو إل هادا . عام 1993.
- El peso de las sombras . 1994. Finalista XLIII Premio Planeta 1994.
- ش Inmortal . 1996 ، تجميع: Érase una vez la paz .
- El mundo visto desde el cielo . عام 1997.
- رستو دي لا فيدا . عام 1998.
- فيرانو دي لاكي . عام 1999.
- لا ترومبا دي لوس مونوس . 1999 ، تجميع: Mujeres alba
- لا أليغريا دي فيفير . 1999 ، تجميع: Hijas y padres
- الامم المتحدة largo silencio . 2000. V Premio Fernando Lara de novela.
- Giuseppe Verdi، la intensa vida de un genio . 2001. سيرة جوزيبي فيردي .
- Las olvidadas، una historia de mujeres creadoras . 2005.
- Contra el viento .2009. LVIII Premio Planeta 2009.
- Donde se alzan los tronos . 2012
- رحيمة بيجوم . 2013
- Todo ese fuego . 2016. رواية تستند إلى Bronte Sisters

## روابط خارجية
- (بالإسبانية) Blog de Ángeles Caso en el diario Público